# Кабельна броня
Ка́бельна броня — частина захисного покриття кабелів, що складається з металевих стрічок чи дротів, призначена для захисту від зовнішніх механічних та електричних впливів та, в деяких випадках, для захисту від зусиль на розтяг.
Броню виконують у вигляді сталевих стрічок або з оцинкованих сталевих дротів. Броня застосовується у високовольтних і вантаженесучих кабелях і може бути відсутня в кабелях з металевою оболонкою. Броньовані кабелі застосовують у прокладках, які зазнають значного поздовжнього навантаження та можуть пошкоджуватись гризунами.